# スティーブ・コリノ
スティーブ・コリノ（Steven Eugene Corino、1973年3月21日 - ）は、カナダの元プロレスラー、プロレス・プロモーター。マニトバ州ウィニペグ出身。クラシカルなスタイルのアメリカン・プロレスが試合の特徴であり、キング・オブ・オールド・スクール（The King of Old School）の異名を持つ。
ZERO1-MAXを中心に日本の団体へも多数出場しており、試合中に片言の日本語を叫ぶアピールでも知られる。妹のキャシー・アリソン・コリノもアリソン・デインジャーのリングネームで活躍している。息子であるコルビー・コリノもプロレスラーとしてデビューを果たし、親子タッグで王座も獲得している。

## 来歴
1995年4月6日にデビューし、アメリカのインディー団体やプエルトリコのWWCで活動。1998年からはECWに登場、サイラス・ザ・ヴァイラス率いるザ・ネットワークの一員となり、2000年11月5日にはECW世界ヘビー級王座を獲得した。
ECW崩壊後はインディー団体を経て2001年4月にNWA世界ヘビー級王座を獲得し、7月にZERO-ONEに登場。以降同団体の常連外国人選手となり、ZERO-ONEを経てZERO1-MAXへも参戦。また、ハッスルにもハッスル1から出場している。プロレスリング・ノアにも参戦経験がある。
選手活動をしつつ、1997年からプロモーターとしての活動も開始しており、ノースカロライナ地区のプロモーターを皮切りに2001年にはフィラデルフィア地区、近年ではAWAスーパースターズ・オブ・レスリングの渉外担当も務めた。ZERO1-MAXがAWA世界ヘビー級王座と関わりがあるのは、コリノの繋がりによる。
2007年にはハワイのHCWにて覆面レスラーのミスター・レスリング3号に変身し、NWAレジェンドであるミスター・レスリング2号とタッグチームを結成した。
同年末に引退を発表したが、2009年からはROHに復帰している。以後PWFなどのインディー団体に転戦している。
2011年3月6日、ZERO1旗揚げ10周年記念大会にて2年ぶりの来日。コリノ・ZERO1ともにNWA加盟を果たしたため実現に至った。
2016年3月6日、ZERO1旗揚げ15周年記念大会に来日。
2018年現在はWWE(NXT)にてアシスタントコーチとして勤務しており、現役のプロレスラーとしては活動していない。

## 得意技
- ノーザンライト・ボム
- DDT
- STO
- ラリアット
- スーパーキック

## 獲得タイトル
ECW
- ECW世界ヘビー級王座 : 1回

NWA
- NWA世界ヘビー級王座（第92代）
- NWAフロリダ・ヘビー級王座 : 1回
- NWA南部ヘビー級王座 : 1回
- NWAハートランド地区ヘビー級王座 : 1回
- NWA 2000アメリカン・ヘリテージ王座 : 1回
- NWA 2000ライトヘビー級王座 : 1回
- NWA世界ライトヘビー級王座 : 1回
- NWAニュージャージー/ニューヨーク・ヘビー級王座 : 1回
- NWAミッドウェスト・ヘビー級 / Zero1認定ユナイテッドステイツ・ヘビー級王座 : 1回
- NWA北米ヘビー級王座 : 1回
- NWAユナイテッドステイツ・タッグ王座 : 1回（w / ランス・ダイアモンド）

AWAスーパースターズ
- AWA世界ヘビー級王座 : 2回
- AWA世界タッグ王座 : 1回（w / リッキー・ランデル）

プロレスリングZERO-ONE
- USヘビー級王座 : 4回
- NWAインターコンチネンタルタッグ王座 : 4回（w / マイク・ラペーダ、CWアンダーソン、Y2P-160kg、チャールズ・エヴァンス)

AIW
- AIWアブソルート王座 : 1回

ACE
- ACEヘビー級王座 : 1回

AAW
- AAWオーストラリアン王座 : 1回

APW
- APWヘビー級王座 : 1回

BWCW
- BWCWヘビー級王座 : 1回

B4W
- B4W北米ヘビー級王座 : 2回
- B4Wヘビー級王座 : 1回
- B4Wハードコア王座 : 1回

CWA
- CWAヘビー級王座 : 1回

ECWA
- ECWAタッグ王座 : 1回 (w / ランス・ダイアモンド)

ESW
- ESWライトヘビー級王座 : 1回

FC
- FC! BANG! TV王座 : 1回
- FCタッグ王座 : 1回 (w / アダム・ウィンソー)

GSW
- GSW世界ヘビー級王座 : 2回

HCW
- HCWケカウリケ・タッグ王座 : 1回 ( w / ミスター・レスリング2号）

HRPW
- HRPW世界ヘビー級王座 : 1回

IWF
- IWFアメリカン王座 : 2回

IPW
- IPWヘビー級王座 : 1回

IPWA
- IPWAライトヘビー級王座 : 1回
- IPWAタッグ王座 : 1回 (w / アダム・フィッシュ)

IWA
- IWA PAヘビー級王座 : 1回

IHPW
- IHPWヘビー級王座 : 1回

KYDAプロレスリング
- KYDAプロヘビー級王座 : 1回
- KYDAプロ・ミッドアトランティック王座 : 1回

LPW
- LPW殿堂

MLW
- MLW世界ヘビー級王座 : 2回

MCW
- MCW殿堂

MEWF
- MEWFミッドアトランティック王座 : 1回
- MEWFライトヘビー級王座 : 3回
- MEWFタッグ王座 : 1回 (w / ジミー・シシェロ)

1PW
- 1PW世界ヘビー級王座 : 1回

OMEGA
- OMEGAヘビー級王座 : 1回

PCW
- PCWジュニアヘビー級王座 : 1回

PWA
- PWAヘビー級王座 : 1回

PPW
- PPWヘビー級王座 : 1回

PCW
- PWFタッグ王座 : 1回 (w / アダム・ナイト)

PWF
- PWFタッグ王座 : 4回　(w / CWアンダーソン×3、キッド・アメリカ)
- PWFユニバーサル6人タッグ王座 : 1回 (w / CWアンダーソン & ジョニー・スカイラー)
- PWFユニバーサル・ヘビー級王座 : 6回

PWF北東
- PWF北東ヘビー級王座 : 1回

PWE
- PXWヘビー級王座 : 1回

World-1
- World-1ヘビー級王座 : 2回
- World-1北米王座 : 1回
- World-1タッグ王座 : 2回 (w / CWアンダーソン、コルビー・コリノ)

PWA
- PWA王座 : 1回

ROH
- ROH世界タッグ王座 : 1回 (w / ジミー・ジェイコブス)

SCW
- SCWジュニアヘビー級王座 : 1回

TWA
- TWAヘビー級王座 : 1回

UIPW
- UIPWユニオン・ヘビー級王座 : 1回

USCW
- USCWタッグ王座 : 1回 (w / アダム・フラッシュ)

USEW
- UXWヘビー級王座 : 1回

WAW
- WAW世界ヘビー級王座 : 1回

WWC
- WWC世界ジュニアヘビー級王座 : 1回
- WWCユニバーサル・ヘビー級王座 : 2回